# No Features
 (octobre 2023).
Si vous disposez d'ouvrages ou d'articles de référence ou si vous connaissez des sites web de qualité traitant du thème abordé ici, merci de compléter l'article en donnant les références utiles à sa vérifiabilité et en les liant à la section « Notes et références ».
Albums de Sadat X
Wild Cowboys II
(2010) Love, Hell or Right
(2012)
No Features est le septième album studio de Sadat X, sorti le 4 juillet 2011.

## Liste des titres
| No  | Titre                  | Durée |
| --- | ---------------------- | ----- |
| 1.  | No Features            | 3:24  |
| 2.  | Hot Breeze             | 3:02  |
| 3.  | GOD Complex            | 4:14  |
| 4.  | Day of the Jackal      | 2:51  |
| 5.  | He Hit Me              | 2:49  |
| 6.  | She Loves Me           | 3:17  |
| 7.  | I Knew                 | 2:38  |
| 8.  | Jewels from the Father | 3:08  |
| 9.  | Feature List           | 3:01  |
| 10. | March Madness          | 3:26  |
| 11. | Remember That          | 2:52  |
| 12. | Shoot the Fair One     | 2:23  |
| 13. | Take It Easy           | 2:38  |
| 14. | The Prophet            | 3:50  |
| 15. | Whatchu Gone Do        | 2:40  |